# Liste der Pfarren im Dekanat Krems
Das Dekanat Krems ist ein Dekanat der römisch-katholischen Diözese St. Pölten. Es umfasst 23 Pfarren.

## Pfarren mit Kirchengebäuden und Kapellen
| Pfarre                         | Ink.                  | Seit     | Patrozinium                  | Kirchengebäude und Kapellen                        | Bild |
| ------------------------------ | --------------------- | -------- | ---------------------------- | -------------------------------------------------- | ---- |
| Brunn im Felde                 | Herzogenburg (CanReg) | 1783     | Hl. Jakobus der Ältere       | Pfarrkirche Brunn im Felde Filialkirche Gedersdorf |      |
| Droß                           |                       | 1953     | Unsere Liebe Frau von Fatima | Pfarrkirche Droß                                   |      |
| Dürnstein an der Donau         | Herzogenburg (CanReg) | 13. Jh.  | Mariä Himmelfahrt            | Pfarrkirche Dürnstein an der Donau                 |      |
| Egelsee                        |                       | 1784     | Hll. Johannes und Paulus     | Pfarrkirche Egelsee                                |      |
| Gföhl                          |                       | 17. Jh.  | Hl. Andreas                  | Pfarrkirche Gföhl                                  |      |
| Gobelsburg                     | Zwettl (OCist)        | 1219     | Mariä Geburt                 | Pfarrkirche Gobelsburg                             |      |
| Imbach                         |                       | 1256     | Mariä Geburt                 | Pfarrkirche Imbach Kapelle in Imbach               |      |
| Krems-Lerchenfeld              |                       | 1952     | Hl. Severin                  | Pfarrkirche Krems-Lerchenfeld                      |      |
| Krems-St. Paul                 |                       | 1974     | Hl. Paulus                   | Pfarrkirche Krems-St. Paul Filialkirche Rehberg    |      |
| Krems-St. Veit                 |                       | 1014     | Hl. Vitus                    | Pfarrkirche St. Veit Piaristenkirche Krems         |      |
| Langenlois                     |                       | 1230     | Hl. Laurenz                  | Pfarrkirche Langenlois                             |      |
| Lengenfeld                     |                       | 1312     | Hl. Pankratius               | Pfarrkirche Lengenfeld                             |      |
| Lichtenau im Waldviertel       |                       | 1335     | Hl. Ägyd                     | Pfarrkirche Lichtenau im Waldviertel               |      |
| Unterloiben                    |                       | 1379     | Hl. Quirin                   | Pfarrkirche Unterloiben                            |      |
| Loiwein                        | Lilienfeld (OCist)    | 1783     | Hl. Johannes der Täufer      | Pfarrkirche Loiwein                                |      |
| Mittelberg in Niederösterreich |                       | 1784     | Hl. Wolfgang                 | Pfarrkirche Mittelberg in Niederösterreich         |      |
| Obermeisling                   | Lilienfeld (OCist)    | 1111     | Hl. Stephanus                | Pfarrkirche Obermeisling                           |      |
| Rastbach                       |                       | 13. Jh.  | Hl. Pankratius               | Pfarrkirche Rastbach                               |      |
| Rohrendorf bei Krems           | Melk (OSB)            | 1355     | Hl. Koloman                  | Pfarrkirche Rohrendorf bei Krems                   |      |
| Schiltern                      |                       | 12. Jh.  | Hl. Pankratius               | Pfarrkirche Schiltern                              |      |
| Senftenberg                    |                       | vor 1200 | Hl. Andreas                  | Pfarrkirche Senftenberg                            |      |
| Stein an der Donau             |                       | 1263     | Hl. Nikolaus                 | Pfarrkirche Stein an der Donau                     |      |
| Stratzing                      | Lilienfeld (OCist)    | 13. Jh.  | Hl. Nikolaus                 | Pfarrkirche Stratzing Kirche in Gneixendorf        |      |
| Theiß                          | Herzogenburg (CanReg) | 1783     | Mariä Empfängnis             | Pfarrkirche Theiß                                  |      |
| Zöbing                         |                       | 1258     | Hl. Martin                   | Pfarrkirche Zöbing                                 |      |

## Dechanten
- Norbert Buhl, Pfarrer in Loiwein[1]